# Паст Євген Сергійович
Євге́н Сергі́йович Паст (нар. 16 березня 1988, Одеса, Українська РСР, СРСР) — український футболіст, воротар рівненського «Вереса». Переможець першої ліги чемпіонату України 2015/16, срібний призер першої ліги 2010/11. Найкращий голкіпер України 2020 року за версією газети «Молодь України».

## Життєпис

### Клубна кар'єра
Вихованець СДЮШОР «Чорноморець». Перший тренер — Віктор Олександрович Голіков. За дублюючий склад «Чорноморця» дебютував у сезоні 2005–2006 років. В основному складі футбольного клубу «Чорноморець» дебютував 28 лютого 2010 року проти сімферопольської «Таврії» і перший свій матч відстояв на «нуль». Його гра в цьому матчі відбулася завдяки травмі Євгена Ширяєва і проблем зі здоров'ям Віталія Руденка. 20 та 27 лютого 2014 року Євген провів у складі «Чорноморця» свої перші матчі в Лізі Європи, замінивши основного голкіпера Дмитра Безотосного.
У червні 2015 року Паст залишив одеський клуб у зв'язку із закінченням контракту. У вересні 2015 року підписав контракт з кіровоградською «Зіркою», за яку виступав упродовж трьох сезонів.
1 липня 2018 року підписав угоду із чернігівською «Десною». Дебютував за клуб в рамках УПЛ 12 серпня того ж року у виїзній грі проти одеського «Чорноморця» (0:1). У сезоні 2019/20 «Десна» змагалася з «Динамо» та «Зорею» за срібні медалі чемпіонату України. Підсумком стало 4-те місце — найвище досягнення в історії клубу, завдяки якому він отримав право представляти Україну в 3-му кваліфікаційному раунді Ліги Європи. Упродовж сезону Паст був основним голкіпером команди, зігравши в 30 матчах чемпіонату, з яких в 11 не пропустив жодного голу. Увійшов до символічних збірних сезону за версіями сайтів SportArena, Sport.ua та компанії Wyscout як найкращий воротар Прем'єр-ліги. За підсумками 2020 року газета «Молодь України» визнала Паста найкращим голкіпером України. В опитуванні сайту газети «Український футбол» щодо визначення найкращого футболіста України 2020 року він посів 7-ме місце. Загалом за три сезони провів за «Десну» 72 матчі в еліті українського футболу, в яких пропустив 78 м'ячів.
У липні 2021 року підписав дворічний контракт із «Дніпром-1». Утім через російське вторгнення в Україну провів за команду лише 4 гри. 
У сезоні 2022/23 захищав кольори одеського «Чорноморця», провівши загалом 9 матчів, в яких пропустив 11 голів.
В кінці липня 2023 року підписав контракт із рівненським «Вересом», за який дебютував в рамках УПЛ 28 липня у грі проти житомирського «Полісся» (0:2). 

### Кар'єра в збірній
24 лютого 2010 року головний тренер молодіжної збірної України до 21 року Павло Яковенко оголосив склад і вперше викликав у збірну Євгена Паста. Але головний тренер «Чорноморця» Андрій Баль попросив відтермінувати його виклик через проблеми з воротарями в команді.

## Статистика
| Сезон   | Клуб          | Ліга         | Чемпіонат | Чемпіонат | Кубок | Кубок |
| Сезон   | Клуб          | Ліга         | Ігри      | Голи      | Ігри  | Голи  |
| ------- | ------------- | ------------ | --------- | --------- | ----- | ----- |
| 2009/10 | «Чорноморець» | Прем'єр-ліга | 12        | 0         | 0     | 0     |
| 2010/11 | «Чорноморець» | Перша ліга   | 29        | 0         | 0     | 0     |
| 2011/12 | «Чорноморець» | Прем'єр-ліга | 5         | 0         | 0     | 0     |
| 2012/13 | «Чорноморець» | Прем'єр-ліга | 1         | 0         | 0     | 0     |
| 2013/14 | «Чорноморець» | Прем'єр-ліга | 1         | 0         | 1     | 0     |
| 2014/15 | «Чорноморець» | Прем'єр-ліга | 9         | 0         | 4     | 0     |
| 2015/16 | «Зірка»       | Перша ліга   | 18        | 0         | 2     | 0     |
| 2016/17 | «Зірка»       | Прем'єр-ліга | 28        | 0         | 0     | 0     |
| 2017/18 | «Зірка»       | Прем'єр-ліга | 32        | 0         | 0     | 0     |
| 2018/19 | «Десна»       | Прем'єр-ліга | 21        | 0         | 0     | 0     |
| 2019/20 | «Десна»       | Прем'єр-ліга | 30        | 0         | 1     | 0     |
| 2020/21 | «Десна»       | Прем'єр-ліга | 21        | 0         | 1     | 0     |
| 2021/22 | «Дніпро-1»    | Прем'єр-ліга | 4         | 0         | 0     | 0     |
| 2022/23 | «Чорноморець» | Прем'єр-ліга | 9         | 0         | 0     | 0     |
| 2023/24 | «Верес»       | Прем'єр-ліга | 15        | 0         | 0     | 0     |

Прем'єр-ліга: 188 матчі - 0 голів;
Перша ліга: 47 матчів - 0 голів

## Титули та досягнення

### Командні
- Переможець першої ліги чемпіонату України (1): 2015/16.
- Срібний призер першої ліги чемпіонату України (1): 2010/11.

### Особисті
- Воротар року в Україні за версією газети «Молодь України»: 2020[12]